# Groupe des 77

Pays membres du G77 en 2013.

Le Groupe des 77 (G77) aux Nations unies est une coalition, conçue pour promouvoir les intérêts économiques et politiques collectifs de ses membres et créer une capacité de négociation accrue aux Nations unies,. Il symbolise l'engagement des Nations unies à promouvoir la démocratisation des relations internationales et en constitue un facteur essentiel. Il s'agit d'unir tous les pays en développement afin que, en dépit de leur diversité, ils puissent peser sur les décisions internationales. Créée par 77 pays, l'organisation a grandi et comptait 133 pays membres en 2014. Néanmoins, elle continue à être désignée comme le G77 dans les négociations et sessions de l'ONU.

## Histoire
Le groupe fut fondé le 15 juin 1964 par la Déclaration commune des 77 pays à la Conférence des Nations unies sur le commerce et le développement (CNUCED). La première rencontre d'importance eut lieu à Alger en 1967, où fut adoptée la Charte d'Alger et où les bases de structures institutionnelles permanentes furent posées. Il y a des Chapitres du Groupe des 77 :
- à Genève (Office des Nations unies à Genève) ;
- à Rome (FAO) ;
- à Vienne (ONUDI) ;
- à Paris (UNESCO) ;
- à  Nairobi (PNUE),
- au Groupe des 24 à Washington, D.C. (FMI et Banque mondiale).

En juin 2013, un sommet a lieu à Santa Cruz de la Sierra en Bolivie, avec comme devise « Pour un nouvel ordre mondial par le bien vivre ». L'organisation a pour objectif d'éradiquer la pauvreté dans ces pays d'ici à 2030.

## Membres
Créée par 77 pays, l'organisation a grandi et compte actuellement 134 pays membres :
| - Afghanistan - Afrique du Sud - Algérie - Angola - Antigua-et-Barbuda - Arabie saoudite - Argentine - Azerbaïdjan - Bahamas - Bahreïn - Bangladesh - Barbade - Belize - Bénin - Bhoutan - Birmanie - Bolivie - Bosnie-Herzégovine - Botswana - Brésil - Brunei - Burkina Faso - Burundi - Cambodge - Cameroun - Cap-Vert - Chili - Chine - Colombie - Comores - Corée du Nord - Costa Rica - Côte d'Ivoire - Cuba | - Djibouti - Dominique - Égypte - Émirats arabes unis - Équateur - Eswatini - Érythrée - Éthiopie - Fidji - Gabon - Gambie - Ghana - Grenade - Guatemala - Guinée - Guinée-Bissau - Guinée équatoriale - Guyana - Haïti - Honduras - Îles Marshall - Inde - Indonésie - Iran - Irak - Jamaïque - Jordanie - Kenya - Kiribati - Koweït - Laos - Liban - Lesotho - Liberia | - Libye - Madagascar - Malaisie - Malawi - Maldives - Mali - Maroc - Maurice - Mauritanie - États fédérés de Micronésie - Mongolie - Mozambique - Namibie - Nauru - Népal - Nicaragua - Niger - Nigeria - Oman - Ouganda - Pakistan - Palestine - Panama - Papouasie-Nouvelle-Guinée - Paraguay - Pérou - Philippines - Qatar - République centrafricaine - République démocratique du Congo - République dominicaine - République du Congo - Rwanda | - Saint-Christophe-et-Niévès - Sainte-Lucie - Saint-Vincent-et-les-Grenadines - Îles Salomon - Salvador - Samoa - Sao Tomé-et-Principe - Sénégal - Seychelles - Sierra Leone - Singapour - Somalie - Soudan - Soudan du Sud - Sri Lanka - Suriname - Syrie - Tadjikistan - Tanzanie - Tchad - Thaïlande - Timor oriental - Togo - Tonga - Trinité-et-Tobago - Tunisie - Turkménistan - Uruguay - Vanuatu - Venezuela - Viêt Nam - Yémen - Zambie |

## Présidence du groupe
- Inde (1970-1971)
- Pérou (1971-1972)
- Égypte (1972-1973)
- Iran (1973-1974)
- Mexique (1974-1975)
- Madagascar (1975-1976)
- Pakistan (1976-1977)
- Jamaïque (1977-1978)
- Tunisie (1978-1979)
- Inde (1979-1980)
- Venezuela (1980-1981)
- Algérie (1981-1982)
- Bangladesh (1982-1983)
- Mexique (1983-1984)
- Égypte (1984-1985)
- Yougoslavie (1985-1986)
- Guatemala (1987)
- Tunisie (1988)
- Malaisie (1989)
- Bolivie (1990)
- Ghana (1991)
- Pakistan (1992)
- Colombie (1993)
- Algérie (1994)
- Philippines (1995)
- Costa Rica (1996)
- Tanzanie (1997)
- Indonésie (1998)
- Guyana (1999)
- Nigeria (2000)
- Iran (2001)
- Venezuela (2002)
- Maroc (2003)
- Qatar (2004)
- Jamaïque (2005)
- Pakistan (2007)
- Antigua-et-Barbuda (2008)
- Soudan (2009)
- Yémen (2010)
- Argentine (2011)
- Algérie (2012)
- Fidji (2013)
- Bolivie (2014)
- Afrique du Sud (2015)
- Thaïlande (2016)
- Équateur (2017)
- Égypte (2018)
- Palestine (2019)
- Guyana (2020)
- Guinée (2021)
- Pakistan (2022)
- Cuba (2023)
- Ouganda (2024)